# 剪齿鲨属
剪齒鲨（Edestus）是一種已經絕跡且鮮為人知的奇異軟骨魚，從泥盆紀晚期到石炭紀晚期（賓夕法尼亞世）生活在世界各地的海洋中。到目前為止，科學家只發現剪齒鲨牙齒化石。 
剪齒鲨最大的物種E. giganteus長度可達6.7米（22英尺），與現代大白鯊相當。
剪齒鲨前頜端牙齒是外翻的, 向頜骨順延，牙齒磨損時沒有脫落，與其他親種一樣（如旋齒鯊），與現代鯊魚不同。 剪齒鲨上下顎各只長出一排牙齒，嘴巴就像一對巨大剪刀。